# 催吐萝芙木碱
催吐萝芙木碱（英语：Vomilenine），或译作催吐萝芙木勒宁，是喹诺西里啶生物碱的一种。它是阿马林生物合成中的中间化学品。该化合物得名于催吐萝芙木（Rauvolfia vomitoria）。